# Giulietta e Romeo (Zingarelli)
Giulietta e Romeo és un dramma per musica en tres actes amb música de Nicola Antonio Zingarelli i llibret en italià de Giuseppe Maria Foppa basat en la novel·la homònima de l'any 1530 de Luigi da Porto. Es va estrenar en el Teatre alla Scala a Milà el 30 de gener de 1796.
Giulietta i Romeo va ser composta per Zingarelli en només vuit dies i es considera per molts estudiosos com la seva millor obra. L'òpera va romandre en el repertori italià fins ben entrat el segle xix i el paper de Romeo va ser un dels favorits per a lluïment de Maria Malibran fins al voltant de l'any 1830.